# J.League Division 1 2006
Die J.League Division 1 2006 war die vierzehnte Spielzeit der höchsten Division der japanischen J.League und die achte unter dem Namen Division 1. An ihr nahmen achtzehn Vereine teil. Die Saison begann am 4. März und endete am 2. Dezember 2005; zwischen dem 7. Mai und dem 12. Juli wurden aufgrund der Weltmeisterschaft 2006 keine Spiele ausgetragen.
Die Meisterschaft wurde von Urawa Red Diamonds gewonnen, für das Team aus Saitama war es der erste J.League-Titel und die fünfte japanische Meisterschaft insgesamt (die übrigen vier wurden als Mitsubishi Motors SC in der Japan Soccer League erspielt). Direkte Absteiger in die Division 2 2007 waren Cerezo Osaka und Vorjahresaufsteiger Kyōto Purple Sanga. Avispa Fukuoka spielte in der Relegation gegen den Dritten der J.League Division 2 2006 und scheiterte aufgrund der Auswärtstorregel an Gegner Vissel Kōbe.

## Modus
Wie in der Vorsaison standen sich die Vereine im Rahmen eines Doppelrundenturniers zweimal, je einmal zuhause und einmal auswärts, gegenüber. Für einen Sieg gab es drei Punkte, bei einem Unentschieden erhielt jede Mannschaft einen Zähler. Die Abschlusstabelle wurde also nach den folgenden Kriterien erstellt:
1. Anzahl der erzielten Punkte
2. Tordifferenz
3. Erzielte Tore
4. Ergebnisse der Spiele untereinander
5. Entscheidungsspiel oder Münzwurf

Der Verein mit dem besten Ergebnis am Ende der Saison errang den japanischen Meistertitel und qualifizierte sich für die AFC Champions League 2007. Die beiden schlechtesten Mannschaften stiegen direkt in die J.League Division 2 2007 ab, der Drittletzte musste gegen das drittbeste Team der Division 2 in zwei Relegationsspielen um einen Platz in der Division 1 für die kommende Saison spielen. Bei Torgleichheit nach Ende dieser zwei Spiele kam die Auswärtstorregel zur Anwendung; sollte auch diese keine Entscheidung bringen, wurde eine Verlängerung sowie nötigenfalls ein Elfmeterschießen durchgeführt.

## Teilnehmer
Insgesamt nahmen achtzehn Mannschaften an der Spielzeit teil. Erstmals in der Geschichte der J.League verließen hierbei drei Mannschaften die Spielklasse in Richtung Division 2. Hierbei beendete der Tabellenletzte Vissel Kōbe eine insgesamt neunjährige Zugehörigkeit zur Division 1. Begleitet wurde Vissel von J.League-Gründungsmitglied Tokyo Verdy 1969, deren schleichender Niedergang in der Liga seit dem Ende der 1990er-Jahre mit dem Erreichen des vorletzten Tabellenplatzes einen vorläufigen Höhepunkt fand.
Kashiwa Reysol erreichte erneut nur der sechzehnten Tabellenplatz und musste somit abermals in der Relegation antreten. Dort erwies sich Gegner Ventforet Kofu als zu stark, sodass Kashiwa nach elf Jahren aus der Division 1 abstieg. Ventforet dagegen schaffte zum ersten Mal in seiner Vereinsgeschichte den Sprung in die höchste Fußballliga Japans.
Ebenfalls neu in der Spielklasse waren der Meister der Division 2 2005, Kyōto Purple Sanga sowie der Zweitplatzierte Avispa Fukuoka. Für Kyōto war es nach 1996 und 2002 bereits der dritte Aufstieg in die Division 1, zuletzt spielte man in der Saison 2003 auf diesem Niveau. Avispa hingegen kehrte nach insgesamt vier Jahren in die höchste japanische Liga zurück, nachdem die Mannschaft im Vorjahr noch gegen Kashiwa in der Relegation gescheitert war.
| Verein               | Stadt/Region               |
| -------------------- | -------------------------- |
| Albirex Niigata      | Niigata und Seirō, Niigata |
| Avispa Fukuoka       | Fukuoka, Fukuoka           |
| Cerezo Osaka         | Osaka, Osaka               |
| Gamba Osaka          | Suita, Osaka               |
| JEF United Ichihara  | Chiba, Chiba               |
| Júbilo Iwata         | Iwata, Shizuoka            |
| Kashima Antlers      | Kashima, Ibaraki           |
| Kawasaki Frontale    | Kawasaki, Kanagawa         |
| Kyōto Purple Sanga   | Kyōto, Kyōto               |
| Nagoya Grampus Eight | Nagoya, Aichi              |
| Ōita Trinita         | Ōita, Ōita                 |
| Ōmiya Ardija         | Saitama, Saitama           |
| Sanfrecce Hiroshima  | Hiroshima, Hiroshima       |
| Shimizu S-Pulse      | Shizuoka, Shizuoka         |
| FC Tokyo             | Tokio                      |
| Urawa Red Diamonds   | Saitama, Saitama           |
| Ventforet Kofu       | Kōfu, Yamanashi            |
| Yokohama F. Marinos  | Yokohama, Kanagawa         |

## Trainer
| Verein               | Cheftrainer                                         |
| -------------------- | --------------------------------------------------- |
| Kashima Antlers      | Paulo Autuori                                       |
| Urawa Reds           | Guido Buchwald                                      |
| Omiya Ardija         | Toshiya Miura                                       |
| JEF United Chiba     | Ivica Osim → Amar Osim                              |
| FC Tokyo             | Alexandre Gallo → Hisao Kuramata                    |
| Kawasaki Frontale    | Takashi Sekizuka                                    |
| Yokohama F. Marinos  | Takeshi Okada → Takashi Mizunuma                    |
| Ventforet Kofu       | Takeshi Ōki                                         |
| Albirex Niigata      | Jun Suzuki                                          |
| Shimizu S-Pulse      | Kenta Hasegawa                                      |
| Júbilo Iwata         | Masakuni Yamamoto → Adílson Batista                 |
| Nagoya Grampus Eight | Sef Vergoossen                                      |
| Kyoto Purple Sanga   | Kōichi Hashiratani → Naohiko Minobe                 |
| Gamba Osaka          | Akira Nishino                                       |
| Cerezo Osaka         | Shinji Kobayashi → Yūji Tsukada                     |
| Sanfrecce Hiroshima  | Takeshi Ono → Kazuyori Mochizuki → Michael Petrović |
| Avispa Fukuoka       | Hiroshi Matsuda → Ryōichi Kawakatsu → Hitoshi Okino |
| Oita Trinita         | Péricles Chamusca                                   |

## Spieler
| Verein               | Spieler |
| -------------------- | --- |
| Kashima Antlers      | Hideaki Ozawa (12/0), Akira Narahashi (3/0), Daiki Iwamasa (30/3), Gō Ōiwa (27/1), Yasuto Honda (8/0), Tōru Araiba (30/2), Mitsuo Ogasawara (20/3), Alex Mineiro (31/10), Masashi Motoyama (27/2), Masaki Fukai (23/4), Atsushi Yanagisawa (23/4), Kenji Haneda (4/0), Fernando (19/7), Da Silva (7/0), Tatsuya Ishikawa (3/0), Fabio Santos (20/3), Yūzō Tashiro (20/7), Atsuto Uchida (28/2), Hitoshi Sogahata (22/0), Masaki Chūgo (17/0), Shinzō Kōroki (10/0), Takeshi Aoki (31/2), Takuya Nozawa (29/9), Chikashi Masuda (23/0), Kōhei Tanaka (2/0) |
| Urawa Reds           | Norihiro Yamagishi (24/0), Keisuke Tsuboi (27/0), Hajime Hosogai (2/0), Marcus Tulio Tanaka (33/7), Nene (9/0), Nobuhisa Yamada (32/6), Tomoyuki Sakai (3/0), Alessandro Santos (34/5), Yūichirō Nagai (23/4), Ponte (22/4), Tatsuya Tanaka (18/4), Teruaki Kurobe (9/0), Keita Suzuki (31/1), Tadaaki Hirakawa (28/1), Takahito Sōma (18/1), Makoto Hasebe (32/2), Shinji Ono (28/5), Hideki Uchidate (23/0), Satoshi Horinouchi (28/1), Washington (26/26), Ryōta Tsuzuki (11/0), Masayuki Okano (8/0), Escudero (1/0) |
| Omiya Ardija         | Seiichirō Okuno (11/0), Kazuyoshi Mikami (2/0), Toninho (31/3), Daisuke Tomita (31/2), Jun Marques Davidson (20/0), Naoya Saeki (1/0), Daigo Kobayashi (33/9), Kōta Yoshihara (15/2), Martinez (3/0), Chikara Fujimoto (20/3), Yasunari Hiraoka (3/0), Hiroshi Morita (30/3), Masato Saitō (25/0), Tatsunori Hisanaga (29/3), Yukio Tsuchiya (31/1), Takurō Nishimura (12/0), Yōsuke Kataoka (28/2), Hiroki Aratani (31/0), Kōji Ezumi (3/0), Yasuhiro Hato (28/0), Hayato Hashimoto (15/2), Manabu Wakabayashi (9/0), Alison (8/1), Naoto Sakurai (21/5), Yoshiyuki Kobayashi (28/4), Gral (7/2)                                                                               |
| JEF United Chiba     | Tomonori Tateishi (21/0), Masataka Sakamoto (34/1), Daisuke Saitō (28/1), Hiroki Mizumoto (25/1), Stoyanov (26/0), Yūki Abe (33/11), Yūto Satō (26/4), Kōki Mizuno (25/0), Krupnikovic (25/5), Haas (23/5), Yūichi Yōda (13/1), Kōji Nakajima (26/1), Satoru Yamagishi (34/6), Seiichirō Maki (32/12), Atsushi Itō (1/0), Kōhei Kudō (10/0), Naotake Hanyū (32/7), Takashi Rakuyama (13/0), Kōzō Yūki (9/1), Kōta Aoki (3/1), Masahiro Okamoto (13/0) |
| FC Tokyo             | Yōichi Doi (32/0), Teruyuki Moniwa (24/0), Jean (25/3), Tatsuya Masushima (14/1), Yasuyuki Konno (28/5), Satoru Asari (7/0), Ryūji Fujiyama (17/1), Lucas (31/18), Fumitake Miura (9/0), Yoshirō Abe (14/2), Mitsuhiro Toda (13/1), Yūta Baba (22/2), Norio Suzuki (21/1), Masashi Miyazawa (20/1), Naohiro Ishikawa (20/5), Masahiko Inoha (28/1), Nobuo Kawaguchi (24/3), Sasa Salcedo (6/1), Hitoshi Shiota (2/0), Yōhei Kajiyama (30/3), Shingo Akamine (16/3), Yūhei Tokunaga (32/1), Ryōichi Kurisawa (13/1), Washington (2/0), Ryūki Kozawa (3/0), Rychely (9/1), Sōta Nakazawa (2/0), Sōta Hirayama (7/2)                                                               |
| Kawasaki Frontale    | Shin’ya Yoshihara (10/0), Hiroki Itō (34/0), Hideki Sahara (15/0), Yūsuke Igawa (22/0), Yoshinobu Minowa (30/3), Marcao (28/2), Atsushi Yoneyama (7/0), Kazuki Ganaha (32/18), Juninho (29/20), Marcus (12/3), Magnum (19/4), Shūhei Terada (22/0), Kengo Nakamura (34/10), Taku Harada (15/1), Chong Te-se (16/1), Takehito Shigehara (2/0), Yūki Matsushita (4/0), Akira Konno (8/0), Yūsuke Mori (28/0), Yasuhiro Nagahashi (3/0), Takashi Aizawa (24/0), Masaru Kurotsu (22/7), Satoshi Hida (6/1), Hiroyuki Taniguchi (33/13), Takahisa Nishiyama (3/0) |
| Yokohama F. Marinos  | Tatsuya Enomoto (18/0), Eisuke Nakanishi (3/0), Naoki Matsuda (29/4), Daisuke Nasu (16/1), Dutra (28/2), Yoshiharu Ueno (25/0), Hayuma Tanaka (34/5), Magrao (17/6), Tatsuhiko Kubo (29/5), Kōji Yamase (20/6), Daisuke Sakata (19/4), Takashi Hirano (9/0), Daisuke Oku (15/2), Hideo Ōshima (25/4), Takayuki Yoshida (27/1), Norihisa Shimizu (11/2), Marques (19/2), Mike Havenaar (9/0), Tetsuya Enomoto (16/0), Yūji Nakazawa (23/1), Taketo Shiokawa (3/0), Yūsuke Tanaka (2/0), Kenta Kanō (13/1), Yūzō Kurihara (30/1), Yukihiro Yamase (6/0), Ryūji Kawai (25/1), Takanobu Komiyama (1/0)                                                                              |
| Ventforet Kofu       | Kensaku Abe (30/0), Michitaka Akimoto (18/1), Takuma Tsuda (5/0), Hideomi Yamamoto (32/0), Yūki Inoue (11/0), Shin’ya Nasu (4/0), Katsuya Ishihara (33/2), Kazuki Kuranuki (10/3), Daisuke Sudō (15/1), Ken Fujita (26/2), Jun Uruno (20/4), Gakuya Horii (16/1), Alair (23/0), Bare (30/14), Tomoyoshi Tsurumi (14/0), Tarō Hasegawa (17/3), Yōsuke Ikehata (3/0), Biju (26/1), Tatsuya Tsuruta (4/0), Kōtarō Yamazaki (18/2), Yōhei Ōnishi (16/0), Kenta Suzuki (6/0), Kazunari Hosaka (8/0), Tsutomu Matsuda (2/0), Kentarō Hayashi (30/0), Arata Sugiyama (30/0), Takehito Shigehara (20/5)                                                                                 |
| Albirex Niigata      | Takashi Kitano (24/0), Hikaru Mita (24/1), Kazuhiko Chiba (14/0), Osamu Umeyama (24/0), Silvinho (30/3), Fabinho (23/4), Edmilson (25/10), Kishō Yano (33/6), Katsuyuki Miyazawa (4/0), Takayuki Nakahara (15/2), Isao Homma (14/1), Yoshito Terakawa (33/1), Kōjirō Kaimoto (5/0), Jun Uchida (14/1), Shingo Suzuki (34/9), Keiji Kaimoto (31/1), Tetsuya Okayama (16/0), Yōsuke Nozawa (10/0), Hiroshi Nakano (25/0), Kazuhisa Kawahara (5/1), Yūzō Funakoshi (4/0), Yasushi Kita (11/0), Daisuke Fujii (6/0), Atomu Tanaka (22/1), Takuya Muguruma (2/0), Toshihiro Matsushita (19/3)                                                                                        |
| Shimizu S-Pulse      | Toshihide Saitō (8/1), Takahiro Yamanishi (32/0), Kazumichi Takagi (32/0), Keisuke Iwashita (2/0), Kōta Sugiyama (15/0), Teruyoshi Itō (34/2), Kōhei Hiramatsu (6/0), Takurō Yajima (19/3), Jungo Fujimoto (28/8), Ryūzō Morioka (10/0), Akihiro Hyōdō (21/5), Jumpei Takaki (26/2), Yoshikiyo Kuboyama (22/1), Takuma Edamura (34/9), Marquinhos (29/11), Cho Jae-jin (32/16), Takumi Wada (4/0), Yōhei Nishibe (34/0), Keisuke Ōta (2/0), Shinji Okazaki (7/0), Yasuhiro Hiraoka (4/0), Daisuke Ichikawa (31/1), Naoaki Aoyama (29/0), Masaki Yamamoto (1/0), Alexandre (7/0)                                                                                                 |
| Júbilo Iwata         | Yoshikatsu Kawaguchi (34/0), Hideto Suzuki (27/2), Takayuki Chano (20/1), Kentarō Ōi (8/0), Makoto Tanaka (25/2), Toshihiro Hattori (30/0), Hiroshi Nanami (10/0), Naoya Kikuchi (32/3), Masashi Nakayama (13/1), Shō Naruoka (16/3), Norihiro Nishi (16/4), Shun Morishita (2/0), Shinji Murai (11/1), Yasumasa Nishino (4/0), Yoshiaki Ōta (32/9), Ryōichi Maeda (27/15), Takashi Fujii (2/0), Kim Jin-kyu (23/3), Yōhei Satō (1/0), Robert Cullen (23/5), Takashi Fukunishi (26/7), Kōsuke Yamamoto (1/0), Fabricio (31/4), Kōta Ueda (20/2), Keisuke Funatani (19/4), Yūsuke Inuzuka (14/2)                                                                                 |
| Nagoya Grampus Eight | Seigō Narazaki (24/0), Yutaka Akita (12/2), Spilar (21/1), Masayuki Ōmori (32/0), Masahiro Koga (26/2), Kōji Arimura (8/0), Naoshi Nakamura (33/5), Kim Jung-woo (25/3), Johnsen (17/10), Toshiya Fujita (24/2), Keiji Tamada (26/6), Kei Yamaguchi (26/1), Keiji Yoshimura (19/1), Shō Kamogawa (2/0), Takahiro Masukawa (23/0), Keita Sugimoto (32/8), Makoto Kakuda (3/0), Eiji Kawashima (10/0), Yōhei Toyoda (9/1), Keisuke Honda (29/6), Yūsuke Sudō (15/0), Kiyohiro Hirabayashi (1/0), Shōsuke Katayama (9/0), Keiji Watanabe (12/0), Kōta Fukatsu (3/0), Shōhei Abe (9/0), Jun Aoyama (1/0), Tomohiro Tsuda (14/3), Ryōta Takahashi (1/0), Kōji Hashimoto (1/0)        |
| Kyoto Purple Sanga   | Naohito Hirai (18/0), Satoru Suzuki (5/0), Ricardo (10/0), Pinheiro (5/0), Kazuhiro Suzuki (3/0), Masakazu Washida (5/0), Takuya Mikami (11/0), Arata Kodama (31/0), Atsushi Mio (20/1), Alemao (10/2), Andre (11/3), Paulinho (31/14), Daisuke Hoshi (19/1), Daisuke Nakaharai (27/3), Hiroki Nakayama (11/2), Daisuke Saitō (33/1), Toshiya Ishii (17/0), Ken’ichirō Meta (19/0), Kentoku Noborio (20/0), Takenori Hayashi (23/2), Daigō Watanabe (18/0), Yūki Ōkubo (17/0), Noboru Kohara (6/0), Kōji Nishimura (16/0), Daishi Katō (21/1), Masatoshi Matsuda (14/2), Yutaka Tahara (16/1), Kazuki Teshima (19/2), Makoto Kakuda (18/1)                                      |
| Gamba Osaka          | Naoki Matsuyo (8/0), Sidiclei (31/3), Tōru Irie (6/0), Noritada Saneyoshi (4/0), Tsuneyasu Miyamoto (30/1), Satoshi Yamaguchi (32/6), Yasuhito Endō (25/9), Fernandinho (19/6), Magno Alves (31/26), Takahiro Futagawa (33/6), Ryūji Bando (30/16), Akihiro Ienaga (28/2), Ryōta Aoki (6/0), Masafumi Maeda (27/2), Tomokazu Myōjin (25/0), Satoshi Nakayama (22/2), Shin’ichi Terada (20/0), Akira Kaji (29/1), Yōsuke Fujigaya (26/0), Toshihiro Matsushita (1/0), Hideo Hashimoto (28/0), Michihiro Yasuda (2/0) |
| Cerezo Osaka         | Bruno Quadros (23/0), Hiroshige Yanagimoto (15/0), Takahiro Kawamura (21/2), Kazuya Maeda (29/1), Zé Carlos (24/5), Takuya Yamada (20/0), Hiroaki Morishima (26/3), Tatsuya Furuhashi (32/7), Pingo (20/2), Takaaki Tokushige (19/1), Takuya Kokeguchi (16/0), Kenjirō Ezoe (12/0), Rui Komatsu (1/0), Yūji Miyahara (2/0), Hiroshi Nanami (13/2), Noriyuki Sakemoto (12/1), Michiaki Kakimoto (25/1), Tetsuya Yamazaki (15/0), Akinori Nishizawa (33/8), Motohiro Yoshida (34/0), Tōmi Shimomura (23/1), Yasuhito Morishima (2/0), Kōta Fujimoto (14/4), Yōichirō Kakitani (1/0), Takuya Miyamoto (15/0), Yoshito Ōkubo (21/6)                                                 |
| Sanfrecce Hiroshima  | Takashi Shimoda (33/0), Kōsuke Yatsuda (4/0), Norio Omura (9/0), Dininho (5/0), Dabac (11/0), Yūichi Komano (31/2), Beto (13/0), Kōji Morisaki (30/4), Kazuyuki Morisaki (26/2), Yūsaku Ueno (21/0), Ueslei (27/16), Hisato Satō (33/18), Kazuyuki Toda (30/0), Kōji Nakazato (12/0), Ri Han-jae (26/2), Kōta Hattori (34/1), Mitsuyuki Yoshihiro (11/0), Kōhei Morita (19/0), Susumu Ōki (5/0), Kōichi Kidera (1/0), Shōgo Nishikawa (2/0), Toshihiro Aoyama (19/1), Shunsuke Maeda (8/1), Issei Takayanagi (13/0), Yūya Hashiuchi (1/0), Yōsuke Kashiwagi (17/1), Tomoaki Makino (1/0), Kazuma Irifune (1/0), Shin’ichirō Kuwada (9/0)                                        |
| Avispa Fukuoka       | Yūichi Mizutani (33/0), Tōru Miyamoto (20/0), Alex (30/2), Seiji Kaneko (18/1), Mitsuru Chiyotanda (26/1), Takanori Nunobe (22/3), Kōhei Miyazaki (7/1), Roberto (31/0), Mitsunori Yabuta (29/5), Kiyokazu Kudō (29/1), Kyōhei Yamagata (4/0), Yūki Matsushita (3/0), Naoya Saeki (21/1), Seiji Koga (21/1), Kōji Yoshimura (16/0), Ryūichi Kamiyama (1/0), Shin’ya Kawashima (12/0), Ryōta Arimitsu (11/0), Satoshi Nagano (3/0), Baron (13/0), Hiroyuki Hayashi (6/0), Tatsunori Yamagata (6/0), Hokuto Nakamura (30/4), Tomokazu Nagira (8/0), Takashi Hirajima (2/0), Hisashi Jōgo (25/4), Yūsuke Tanaka (22/2), Yasuomi Kugisaki (1/0), Kazunori Iio (17/4), Glaucio (7/1) |
| Oita Trinita         | Shūsaku Nishikawa (30/0), Takashi Miki (31/0), Yūichi Shibakoya (3/1), Yūki Fukaya (31/1), Edmilson (30/3), Takashi Umeda (22/0), Teppei Nishiyama (24/1), Shōta Matsuhashi (31/10), Osmar (11/3), Rafael (16/1), Tulio (30/2), Daiki Takamatsu (29/12), Tadatoshi Masuda (3/0), Masato Morishige (2/0), Seigo Shimokawa (5/0), Yūichi Nemoto (34/1), Hiroshi Ichihara (1/0), Kazuhiro Kawata (1/0), Daisuke Takahashi (23/5), Tsukasa Umesaki (25/3), Taikai Uemoto (25/0), Yoshihiro Uchimura (18/1), Masato Yamazaki (25/0), Yōhei Fukumoto (14/0), Yoshiaki Fujita (4/0) |

## Statistik

### Tabelle
| Pl.                    | Verein                    | Sp. | S  | U  | N  | Tore    | Diff. | Punkte |
| ---------------------- | ------------------------- | --- | -- | -- | -- | ------- | ----- | ------ |
| 1.                     | Urawa Red Diamonds        | 34  | 22 | 6  | 6  | 067:280 | +39   | 72     |
| 2.                     | Kawasaki Frontale         | 34  | 20 | 7  | 7  | 084:550 | +29   | 67     |
| 3.                     | Gamba Osaka               | 34  | 20 | 6  | 8  | 080:480 | +32   | 66     |
| 4.                     | Shimizu S-Pulse           | 34  | 18 | 6  | 10 | 060:410 | +19   | 60     |
| 5.                     | Júbilo Iwata              | 34  | 17 | 7  | 10 | 068:510 | +17   | 58     |
| 6.                     | Kashima Antlers           | 34  | 18 | 4  | 12 | 062:530 | +9    | 58     |
| 7.                     | Nagoya Grampus Eight      | 34  | 13 | 9  | 12 | 051:490 | +2    | 48     |
| 8.                     | Ōita Trinita              | 34  | 13 | 8  | 13 | 047:450 | +2    | 47     |
| 9.                     | Yokohama F. Marinos       | 34  | 13 | 6  | 15 | 049:430 | +6    | 45     |
| 10.                    | Sanfrecce Hiroshima       | 34  | 13 | 6  | 15 | 050:560 | −6    | 45     |
| 11.                    | JEF United Ichihara Chiba | 34  | 13 | 5  | 16 | 057:580 | −1    | 44     |
| 12.                    | Ōmiya Ardija              | 34  | 13 | 5  | 16 | 043:550 | −12   | 44     |
| 13.                    | FC Tokyo                  | 34  | 13 | 4  | 17 | 056:650 | −9    | 43     |
| 14.                    | Albirex Niigata           | 34  | 12 | 6  | 16 | 046:650 | −19   | 42     |
| 15.                    | Ventforet Kofu            | 34  | 12 | 6  | 16 | 042:640 | −22   | 42     |
| 16.                    | Avispa Fukuoka            | 34  | 5  | 12 | 17 | 032:560 | −24   | 27     |
| 17.                    | Cerezo Osaka              | 34  | 6  | 9  | 19 | 044:700 | −26   | 27     |
| 18.                    | Kyōto Purple Sanga        | 34  | 4  | 10 | 20 | 038:740 | −36   | 22     |
| Stand: Ende der Saison |                           |     |    |    |    |         |       |        |

| Nach Ende der Saison: |
| Japanischer Meister 2006 und Qualifikation für die AFC Champions League 2007: Urawa Red Diamonds Teilnahme an den Relegationsspielen gegen den Drittplatzierten der J.League Division 2 2006: Avispa Fukuoka Absteiger in die J.League Division 2 2007: Cerezo Osaka, Kyōto Purple Sanga |

### Relegation
In der Relegation um einen Platz in der J.League für die kommende Saison traf Avispa Fukuoka als Tabellensechzehnter auf Vorjahresabsteiger Vissel Kōbe, Dritter der Division 2. Zum zweiten Mal in Folge setzte sich hierbei der Zweitligist durch; nach einem 0:0 im Hinspiel in Kōbe profitierte Vissel durch ein 1:1 in Fukuoka von der erst letztes Jahr neu eingeführten Auswärtstorregel.

#### Hinspiel
| Paarung        | Vissel Kōbe – Avispa Fukuoka |
| Ergebnis       | 0:0                          |
| Datum          | 6. Dezember 2006             |
| Stadion        | Kobe Wing Stadium, Kōbe      |
| Zuschauer      | 12.009                       |
| Schiedsrichter | Jōji Kashihara               |
| Tore           | keine                        |

#### Rückspiel
| Paarung        | Avispa Fukuoka – Vissel Kōbe                      |
| Ergebnis       | 1:1 (0:0)                                         |
| Datum          | 9. Dezember 2006                                  |
| Stadion        | Hakatanomori Stadium, Fukuoka                     |
| Zuschauer      | 13.102                                            |
| Schiedsrichter | Yūichi Nishimura                                  |
| Tore           | 0:1 Yūsuke Kondō (60.), 1:1 Takanori Nunobe (84.) |